# Вахтель, Марион

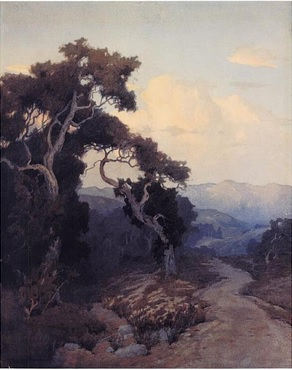
Sunset Clouds, 1904 год

Марион Вахтель (Вачтел) (англ. Marion Kavanaugh Wachtel; 1875—1954) — американская художница-импрессионист и педагог. Работала большей частью на пленэре, акварелью и маслом.

## Биография
Родилась 10 июня 1875 года в Милуоки, штат Висконсин, в семье James Kavanagh  и его жены Jean Jo Auston Kavanagh. Её мать-англичанка  и дед-ирландец по материнской линии были художниками.
Обучалась в Чикагском институте искусств и позже у Уильяма Чейза в Нью-Йорке. Была членом Нью-Йоркского акварельного клуба. Также Вахтель преподавала в государственных школах и Чикагском институте искусств. В 1903 году Марин отправилась в Калифорнию, где занималась под руководством Уильяма Кейта и Элмера Вахтеля (1864—1929), за которого вышла замуж в 1904 году.
Вместе с мужем они работали на пленэре. Первоначально Марион работала с акварелью, после смерти мужа писала маслом. Создала несколько портретов своего мужа.
Художница была участницей многих художественных организаций Калифорнии, включая California Watercolor Society, Pasadena Society of Artists, Academy of Western Painters и California Art Club. В Нью-Йорке она была членом Нью-Йоркского акварельного клуба.
Умерла 22 мая 1954 года в Пасадине, штат Калифорния. В 2010 году выставка Марион Вахтель и двух других художниц рубежа XX века — Annie Harmon и Mary DeNeale Morgan, прошла в музее искусств калифорнийского колледжа  Saint Mary's College.